# Дария Кисич
Дария Кисич (на сръбски: Дарија Кисић / Darija Kisić) е сръбска лекарка, университетска преподавателка и политичка, член на Сръбската прогресивна партия.
Била е министърка на труда, заетостта, ветераните и социалните въпроси на Сърбия (2020 – 2022), а от 2022 г е министърка на семейните грижи и демографията на Сърбия в правителствата на Ана Бърнабич. Тя е специалист по епидемиология и професор в катедрата по епидемиология на Медицинския факултет на Белградския университет. Била е помощник-директор по обществено здраве и демографска политика на Института за обществено здраве на Сърбия „Милан Йованович Батут“.

## Биография
Родена е на 20 август 1975 г. в град Сараево, Социалистическа република Босна и Херцеговина, СФРЮ. През 2001 г. завършва Медицинския факултет на Белградския университет, където през 2006 г. получава магистърска степен в областта на епидемиологията и докторска степен на тема: „Прогностична стойност на качеството на живот в оценката на резултатите от заболяването при пациенти с множествена склероза“.
През февруари 2002 г. е избрана за научен сътрудник в Катедрата по епидемиология на Медицинския факултет на Белградския университет. През май 2007 г. е избрана за асистент, като през юни 2010 г. е преизбрана на същата длъжност. В края на 2010 г. е предложена за асистент, а от 2017 г. е доцент в Медицинския факултет на Белградския университет.
По време на научната си дейност тя публикува над 120 научни статии в международни научни списания.
Тя е сред водещите фигури в борбата с епидемията от едра шарка през 2017/18 г. и корона вируса през 2020 г. в Сърбия.
От 28 октомври 2020 до 26 октомври 2022 г. тя заема длъжността министър на труда, заетостта, ветераните и социалните въпроси във второто правителство на Ана Бърнабич. От 26 октомври 2022 г. е министър на грижите за семейството и демографията в третото правителство на Ана Бърнабич.
На 25 ноември 2021 г. тя става член на Сръбската прогресивна партия.